# SingularityU
SingularityU (in de Verenigde Staten ook wel Singularity University genoemd) is een uit Silicon Valley afkomstige denktank die educatieve programma's aanbiedt op het gebied van snelgroeiende ofwel "exponentiële technologieën". Deze dienen om deelnemers te verbinden, te inspireren en de handvatten te geven om met deze exponentiële technologieën de levens van 1 miljard mensen of meer op een positieve manier te raken. De organisatie is in 2008 opgericht door Peter Diamandis en Ray Kurzweil op het NASA Research Park in Californië. Sinds 2016 is de organisatie officieel in Nederland actief.

## Geschiedenis
Na de oprichting van de organisatie in 2008 is SingularityU begonnen met het aanbieden van tienweekse zomerprogramma's. Deze programma's waren verdeeld in tien gebieden, gebaseerd op Ray Kurzweil's theorie van de "technologische singulariteit". Deze theorie houdt in dat opkomende technologieën als nanotechnologie en biotechnologie de maatschappij de komende 20 jaar ingrijpend zullen veranderen.
In 2015 heeft de organisatie op het World Economic Forum een partnerschap met Yunus Social Business aangekondigd om exponentiële technologieën en sociaal ondernemerschap te bevorderen. 

## SingularityU The Netherlands
SingularityU is sinds 2011 actief in Nederland. In eerste instantie was dit een kleine gemeenschap die onder leiding van ambassadeur Yuri van Geest activiteiten ontplooide om het bedrijfsleven voor te bereiden op technologische ontwikkelingen. In 2013 werden de activiteiten opgesteld voor een breder publiek, waaronder twee grote Summits in zowel Theater Carre als DeLaMar. Vanaf april van dat jaar waren er met enige regelmaat presentaties die ook door een breder publiek bezocht konden worden.
In 2016 heeft SingularityU Global haar eerste Exponential Regional Partnership gesloten met SingularityU The Netherlands. Met dit partnerschap wil men de Nederlandse maatschappij voorbereiden op exponentiële technologieën en de handvatten bieden om deze in te zetten voor Global Grand Challenges. De focus ligt hierbij op de thema's water, voeding, zorg en mobiliteit, sectoren waar Nederland traditioneel sterk in is.

### Lokale "faculteit"
SingularityU The Netherlands heeft haar eigen "faculteit", wetenschappers en domein experts die door middel van workshops en presentatie voorlichting geven over exponentiële technologieën. De leden van deze "faculteit" zijn geselecteerd omdat SingularityU ze tot de wereldwijde top rekent op hun vakgebied.

### Global Impact Competition
In 2016 heeft SingularityU The Netherlands een Global Impact Competition georganiseerd. Dit is een competitie om de meest vernieuwende Nederlandse ondernemers te vinden die ideeën hebben om exponentiële technologieën te gebruiken om het leven van vluchtelingen te verbeteren. De eerste prijs, deelnemen aan het 10 week Global Solutions Program, is gewonnen door Danny Wagemans, een 21-jarige student nanotechnologie. Hij liet zien hoe er zowel schoon water en energy te winnen zijn uit urine door een microbiële brandstofcel en een grafeenfilter in een waterfles te combineren.

### Innovation Hub
In Eindhoven heeft de organisatie een Innovation Hub, een plek waar men kennis kan maken met technologieën als robotica, 3D-printen, augmented reality en virtual reality.